# Lai Lam-kwong
Lai Lam-kwong (賴連光T, Lài LiánguāngP; Changchun, 21 giugno 1929 – 8 febbraio 2016) è stato un cestista taiwanese.

## Carriera
Con Taiwan ha disputato i Giochi olimpici di Melbourne 1956 e due edizioni dei Campionati del mondo (1954, 1959).